# 沃斯維爾 (肯塔基州)
沃斯維爾（英語：Worthville）是一個位於美國肯塔基州卡洛爾縣的城市。

## 地方資料
根據2020年美國人口普查的數據，沃斯維爾的面積為0.66平方千米，當中陸地面積為0.66平方千米，而水域面積為0.00平方千米。當地共有人口181人，而人口密度為每平方千米274.24人。